# Zamienie (powiat miński)
Zamienie – wieś sołecka w Polsce położona w województwie mazowieckim, w powiecie mińskim, w gminie Mińsk Mazowiecki. Leży w południowo-zachodniej części gminy.
| SIMC    | Nazwa             | Rodzaj    |
| ------- | ----------------- | --------- |
| 0682040 | Kolonia Zamieńska | część wsi |

Jedna z najbardziej znaczących miejscowości w gminie. Przechodzi przez nią droga krajowa nr 50 (skrzyżowanie bezkolizyjne). Znajduje się tu szkoła podstawowa.
Wieś szlachecka położona była w drugiej połowie XVI wieku w powiecie garwolińskim ziemi czerskiej województwa mazowieckiego. W latach 1975–1998 miejscowość należała administracyjnie do województwa siedleckiego.
Wieś jest siedzibą rzymskokatolickiej parafii  Zwiastowania Pańskiego w Zamieniu.